# Diskografija sastava My Chemical Romance
Kompletna diskografija službeno objavljenog materijala od američkog rock sastava My Chemical Romance.

## Albumi

### Studijski albumi
| I Brought You My Bullets, You Brought Me Your Love |
| --- |
| - Izašlo: 23. srpnja 2000. - Producent: Geoff Rickly i Alex Saavedra - Izdavač: Eyeball Records - Popis skladbi: "Romance", "Honey, This Mirror Isn't Big Enough for the Two of Us", "Vampires Will Never Hurt You", "Drowning Lessons", "Our Lady of Sorrows", "Headfirst for Halos", "Skylines and Turnstiles", "Early Sunsets Over Monroeville", "This Is the Best Day Ever", "Cubicles", "Demolition Lovers" - Dodatni sadržaj: Glazbeni video u "Honey, This Mirror Isn't Big Enough for the Two of Us" i "Vampires Will Never Hurt You" - RAII Certifikat: Platinasti |
| Three Cheers for Sweet Revenge |
| - Izašlo: 8. lipnja 2004. - Producent: Howard Benson - Izdavač: Reprise Records - Popis skladbi: "Helena", "Give 'Em Hell, Kid", "To the End", "You Know What They Do to Guys Like Us in Prison", "I'm Not Okay (I Promise)", "The Ghost of You", "The Jetset Life Is Gonna Kill You", "Interlude", "Thank You for the Venom", "Hang 'Em High", "It's Not a Fashion Statement, It's a Deathwish", "Cemetery Drive", "I Never Told You What I Do for a Living", "Bury Me in Black" (demo; Japanska verzija bonus skladbe) - RAII Certifikat: 2x Platinasti                   |
| The Black Parade |
| - Izašlo: 23. listopada 2006.; 24. listopada 2006. (u SADu); 28. listopada 2006. (u Australiji) - Producent: Rob Cavallo i My Chemical Romance - Izdavač: Reprise Records - Popis skladbi: "The End.", "Dead!", "This Is How I Disappear", "The Sharpest Lives", "Welcome to the Black Parade", "I Don't Love You", "House of Wolves", "Cancer", "Mama", "Sleep", "Teenagers", "Disenchanted", "Famous Last Words", "Blood" - Popis skladbi na B-strani: "Heaven Help Us", "My Way Home Is Through You", "Kill All Your Friends" - RAII Certifikat: Platinasti              |

### Uživo albumi
| Life on the Murder Scene |
| --- |
| - Izašlo: 21. ožujka 2006. - Producent: Howard Benson i Ken Blaustein - Izdavač: Reprise Records - Popis skladbi: "Thank You for the Venom" (uživo), "Cemetery Drive" (uživo), "Give 'Em Hell, Kid" (uživo), "Headfirst for Halos" (live), "Helena" (uživo), "You Know What They Do to Guys Like Us in Prison" (uživo), "The Ghost of You" (uživo), "I'm Not Okay (I Promise)" (uživo), "I Never Told You What I Do for a Living" (demo), "Bury Me in Black" (demo), "Desert Song" |
| The Black Parade Is Dead! |
| - Izašlo: 22. travnja 2008. - Producent: - Izdavač: Reprise Records - Popis skladbi: |

### DVD
| Life on the Murder Scene |
| --- |
| - Izašlo: 21. ožujka 2006. - Producent: Howard Benson i Ken Blaustein - Izdavač: Reprise Records - Sadržaj DVD-a: - Uživo izvedba:"I'm Not Okay (I Promise)", "Cemetery Drive", "Our Lady of Sorrows", "Honey, This Mirror Isn't Big Enough for the Two of Us", "Headfirst for Halos", "The Ghost of You", "Thank You for the Venom", "Give 'Em Hell, Kid", "Vampires Will Never Hurt You", "Helena" - Glazbeni video: "I'm Not Okay (I Promise)" (first version), "I'm Not Okay (I Promise)" (second version), "The Making of I'm Not Okay (I Promise)", "Helena", "The Making of Helena", "The Ghost of You", "The Making of The Ghost of You" - Pojavljivanje na TV-u: "I'm Not Okay (I Promise)" (live from Late Night with Conan O'Brien), "I'm Not Okay (I Promise)" - Izvedba na mreži: "Helena", "I'm Not Okay (I Promise)", "The Ghost of You", "You Know What They Do to Guys Like Us in Prison", "I'm Not Okay (I Promise)", "Helena" |
| The Black Parade Is Dead! |
| - Izašlo: 22. travnja 2008. - Producent: - Izdavač: Reprise Records - Popis skladbi: |

### EPi
| Like Phantoms, Forever |
| --- |
| - Izašlo: kolovoz 2002. - Producent: Geoff Rickly - Izdavač: Eyeball Records - Popis skladbi: "Vampires Will Never Hurt You", "This Is the Best Day Ever", "Jack the Ripper" (uživo; original od Morrisseya)                                                                           |
| Warped Tour Bootleg Series |
| - Izašlo: 2005. - Producent: - Izdavač: Reprise Records - Popis skladbi: "I'm Not Okay (I Promise)" (uživo), "Thank You for the Venom" (uživo), "Helena" (uživo), "Cemetery Drive" (uživo), "You Know What They Do to Guys Like Us in Prison" (uživo), "Give 'Em Hell, Kid" (uživo)    |
| AOL Sessions |
| - Izašlo: 18. prosinca 2007. - Producent: - Izdavač: Reprise Records - Popis skladbi: "Welcome to the Black Parade" (uživo video), "Famous Last Words" (uživo video), "I Don't Love You" (uživo video), "Dead!" (uživo video), "Cancer" (uživo video), "House of Wolves" (uživo video) |
| Live and Rare |
| - Izašlo: 19. prosinca 2007. - Producent: - Izdavač: Warner Music Japan - Popis skladbi: "Famous Last Words" (uživo), "Cancer" (uživo), "House of Wolves" (uživo), "Dead!" (uživo), "My Way Home Is Through You", "Kill All Your Friends"                                              |

## Singlovi
| Datum izlaska      | Naziv                                                   | Pozicija na Top listi | Pozicija na Top listi | Pozicija na Top listi | Pozicija na Top listi | Pozicija na Top listi | Pozicija na Top listi | Pozicija na Top listi | Album                                              |
| Datum izlaska      | Naziv                                                   | SAD                   | SAD Pop               | SAD Mod Rock          | SAD Main Rock         | VB                    | AUS                   | NZ                    | Album                                              |
| ------------------ | ------------------------------------------------------- | --------------------- | --------------------- | --------------------- | --------------------- | --------------------- | --------------------- | --------------------- | -------------------------------------------------- |
| 23. srpnja 2002.   | "Honey, This Mirror Isn't Big Enough for the Two of Us" | -                     | -                     | -                     | -                     | 182                   | -                     | -                     | I Brought You My Bullets, You Brought Me Your Love |
| 2002.              | "Vampires Will Never Hurt You"                          | -                     | -                     | -                     | -                     | -                     | -                     | -                     | I Brought You My Bullets, You Brought Me Your Love |
| 5. travnja 2004.   | "Headfirst for Halos"                                   | -                     | -                     | -                     | -                     | 80                    | -                     | -                     | I Brought You My Bullets, You Brought Me Your Love |
| 2004.              | "Our Lady of Sorrows"                                   | -                     | -                     | -                     | -                     | -                     | -                     | -                     | I Brought You My Bullets, You Brought Me Your Love |
| 13. prosinca 2004. | "Thank You for the Venom"                               | -                     | -                     | -                     | -                     | 71                    | -                     | -                     | Three Cheers for Sweet Revenge                     |
| 7. prosinca 2004.  | "I'm Not Okay (I Promise)"                              | 86                    | 64                    | 4                     | -                     | 19                    | 65                    | 38                    | Three Cheers for Sweet Revenge                     |
| 3. ožujka 2005.    | "Helena"                                                | 33                    | 31                    | 11                    | -                     | 20                    | 78                    | 27                    | Three Cheers for Sweet Revenge                     |
| 12. travnja 2005.  | "Under Pressure"(zajedno s The Usedom)                  | 41                    | 28                    | 28                    | -                     | -                     | -                     | -                     | In Love and Death                                  |
| 30. kolovoza 2005. | "The Ghost of You"                                      | 84                    | 78                    | 9                     | 38                    | 27                    | -                     | 39                    | Three Cheers for Sweet Revenge                     |
| 9. listopada 2006. | "Welcome to the Black Parade"                           | 9                     | 8                     | 1 (7)                 | 24                    | 1 (2)                 | 14                    | 2                     | The Black Parade                                   |
| 22. siječnja 2007. | "Famous Last Words"                                     | 88                    | 87                    | 4                     | 23                    | 8                     | 20                    | 6                     | The Black Parade                                   |
| 2. travnja 2007.   | "I Don't Love You"                                      | -                     | -                     | -                     | -                     | 13                    | 64                    | 71                    | The Black Parade                                   |
| 9. srpnja 2007.    | "Teenagers"                                             | 67                    | 39                    | 13                    | -                     | 9                     | 16                    | 5                     | The Black Parade                                   |

## Glazbeni video
| Honey, This Mirror Isn't Big Enough for the Two of Us |
| --- |
| - Izašlo: 23. rujna 2005. - Producent: Marc Debiak - Izdavač: Eyeball Records - Direktor: Marc Debiak                                                                 |
| Vampires Will Never Hurt You |
| - Izašlo: 23. rujna 2005. - Producent: Marc Debiak - Izdavač: Eyeball Records - Direktor: Marc Debiak                                                                 |
| I'm Not Okay (I Promise) |
| - Izašlo: 2004. - Producent: Greg Kaplan i Rafaela Monfradini - Izdavač: Reprise Records - Direktor: Greg Kaplan                                                      |
| I'm Not Okay (I Promise) |
| - Izašlo: 2004. - Producent: Britton Rizzio - Izdavač: Reprise Records - Direktor: Marc Webb                                                                          |
| Helena |
| - Izašlo: 2005. - Producent: Valerie Romer - Izdavač: Reprise Records - Direktor: Marc Webb                                                                           |
| The Ghost of You |
| - Izašlo: 2005. - Producent: Hagai Shaham - Izdavač: Reprise Records - Direktor: Marc Webb                                                                            |
| Welcome to the Black Parade |
| - Izašlo: 26. rujna 2006.; 27. rujna 2006. (u SADu) - Producent: Rob Cavallo - Izdavač: Reprise Records - Direktor: Samuel Bayer                                      |
| Famous Last Words |
| - Izašlo: 12. prosinca 2006.; 13. prosinca 2006. (u Kanadi); 11. siječnja 2007. (u SADu) - Producent: Rob Cavallo - Izdavač: Reprise Records - Direktor: Samuel Bayer |
| I Don't Love You |
| - Izašlo: 7. ožujka 2007.; 9. ožujka 2007. (u Velikoj Britaniji) - Producent: Rob Cavallo - Izdavač: Reprise Records - Direktor: Marc Webb                            |
| Teenagers |
| - Izašlo: 28. svibnja 2007. - Producent: Rob Cavallo - Izdavač: Reprise Records - Direktor: Marc Webb                                                                 |

## Vanjske poveznice
- Službene stranice